# Mortes em novembro de 2021
Mortes em 2021: ← Janeiro – Fevereiro – Março – Abril – Maio – Junho – Julho – Agosto – Setembro – Outubro – Novembro – Dezembro →
Esta é uma relação de pessoas notáveis que morreram durante o mês de novembro de 2021, listando nome, nacionalidade, ocupação e ano de nascimento.

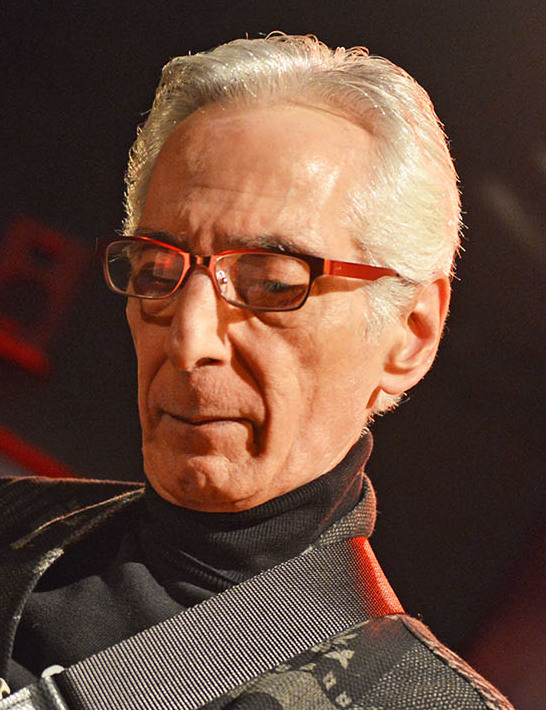
Pat Martino, músico estadunidense.

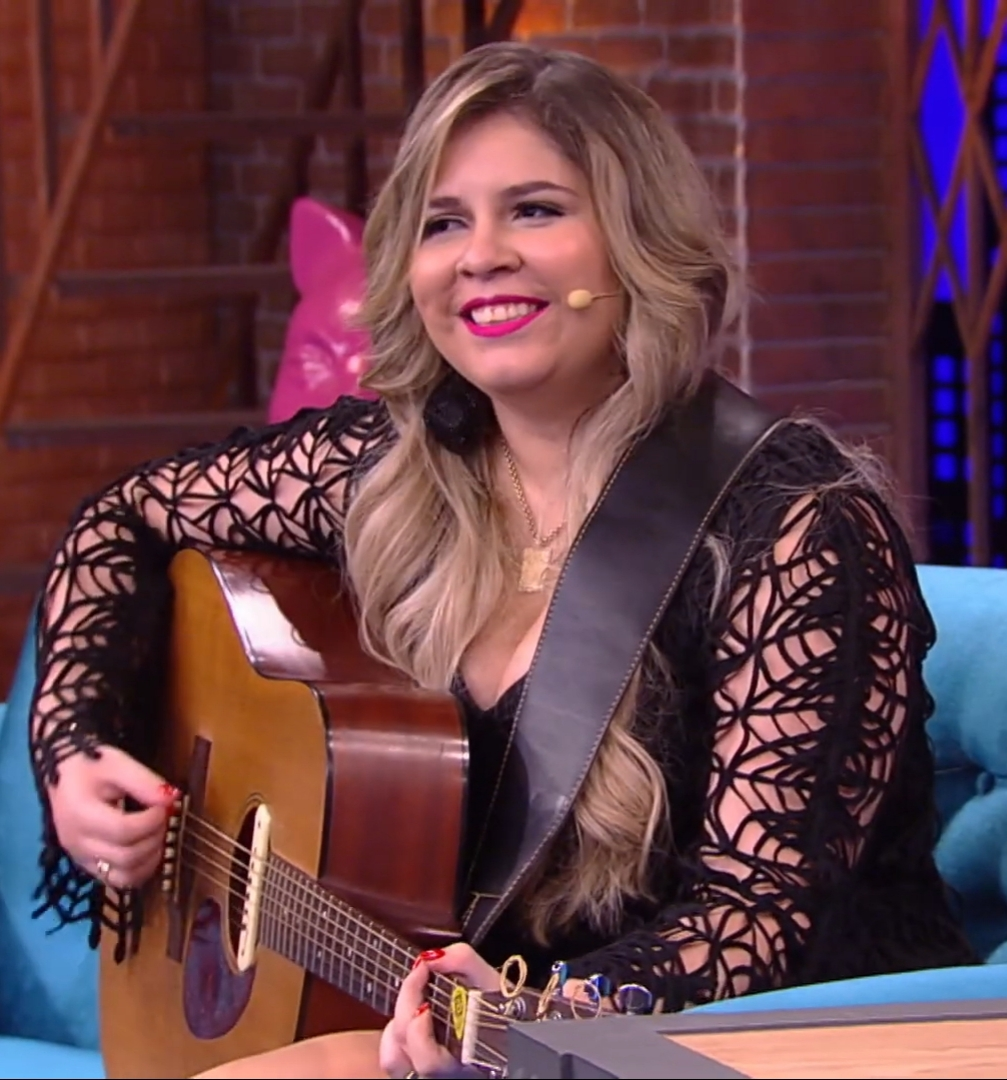
Marília Mendonça, cantora brasileira.

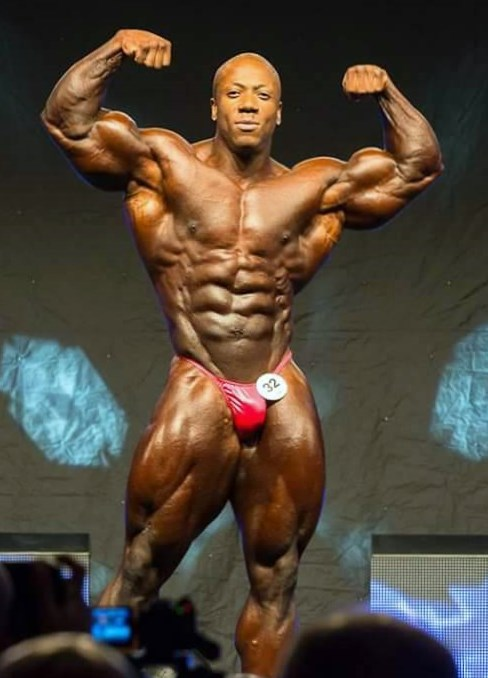
Shawn Rhoden, fisiculturista jamaicano naturalizado estadunidense.

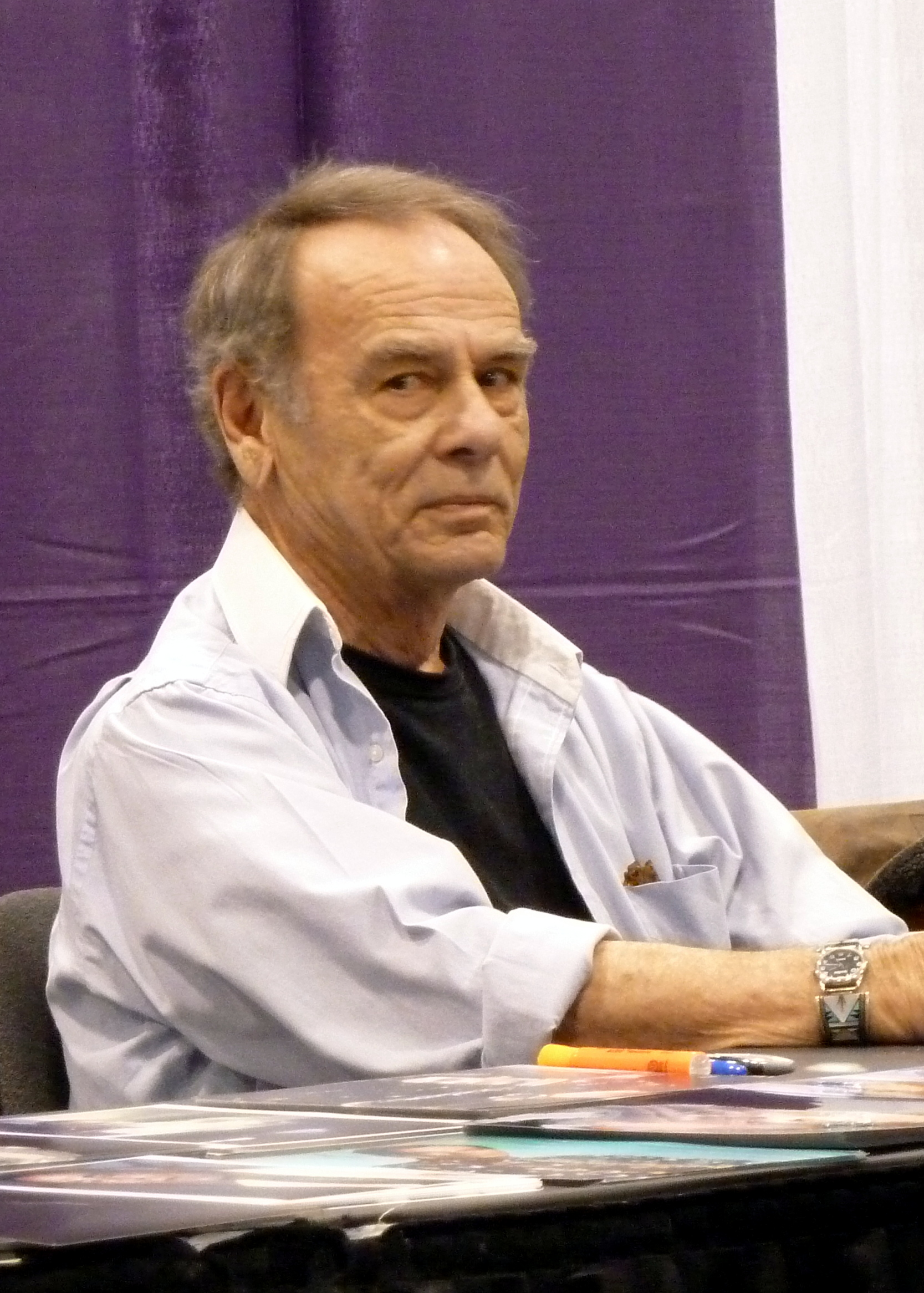
Dean Stockwell, ator estadunidense.

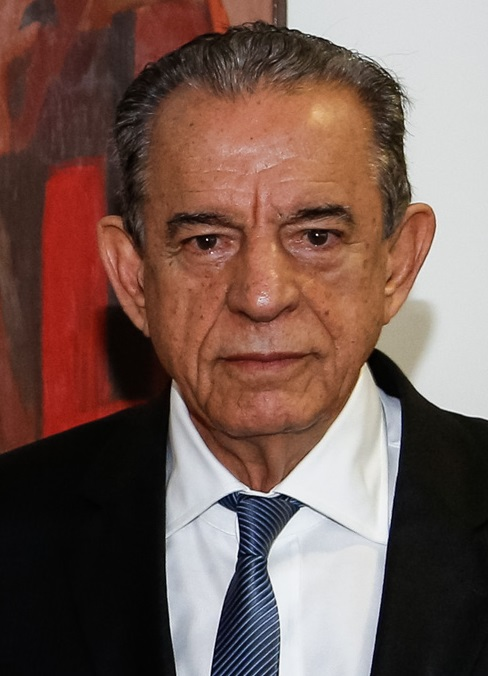
Iris Rezende, advogado e político brasileiro.

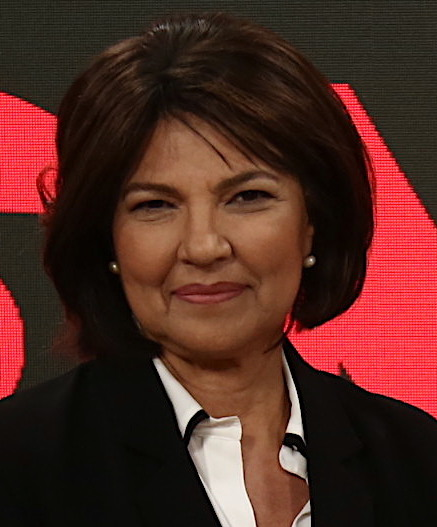
Cristiana Lôbo, jornalista brasileira.

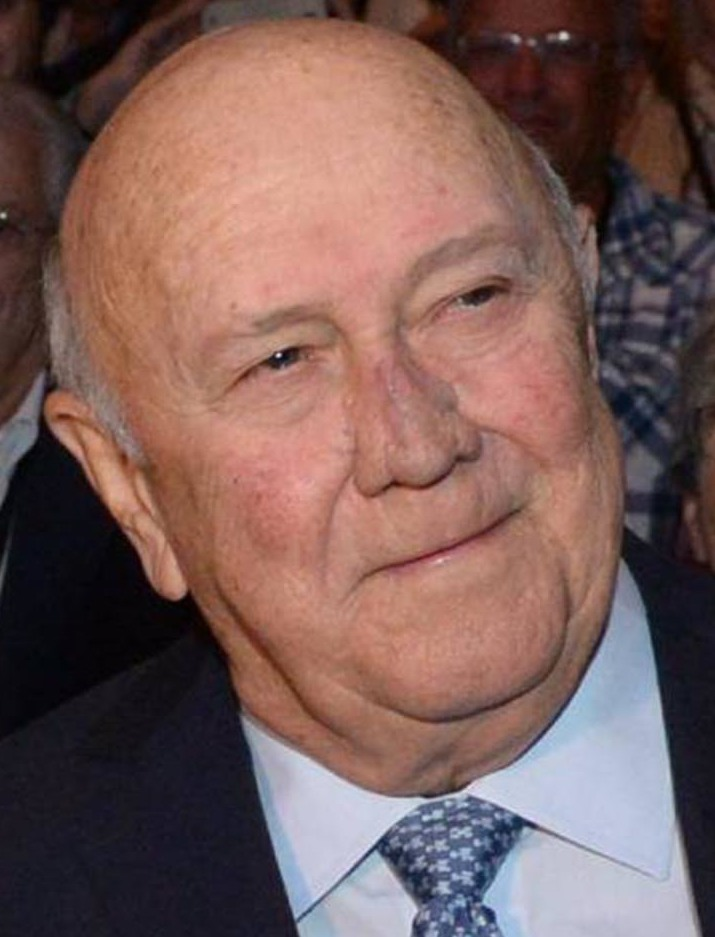
Frederik Willem de Klerk, ex-presidente da África do Sul.

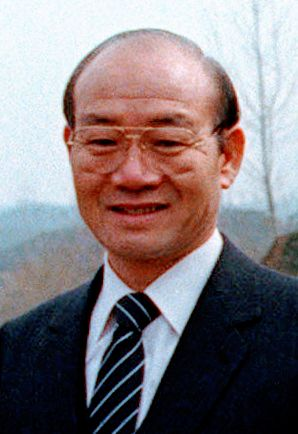
Chun Doo-hwan, político sul-coreano.

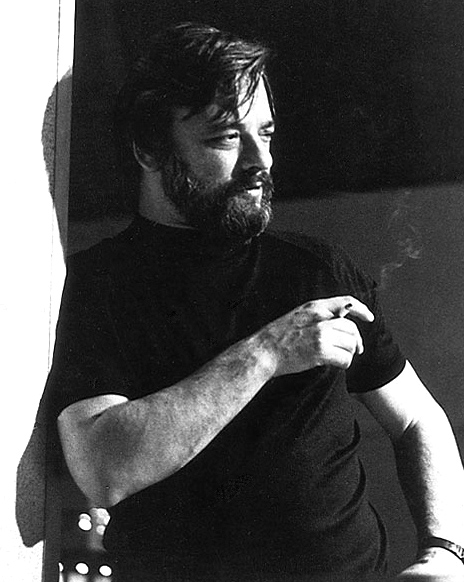
Stephen Sondheim, compositor norte-americano.

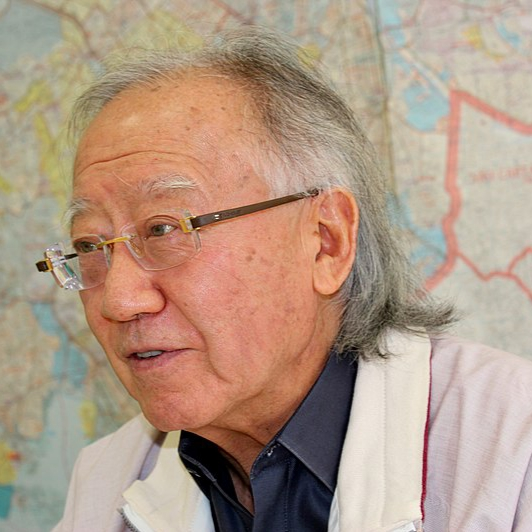
Ruy Ohtake, arquiteto brasileiro.

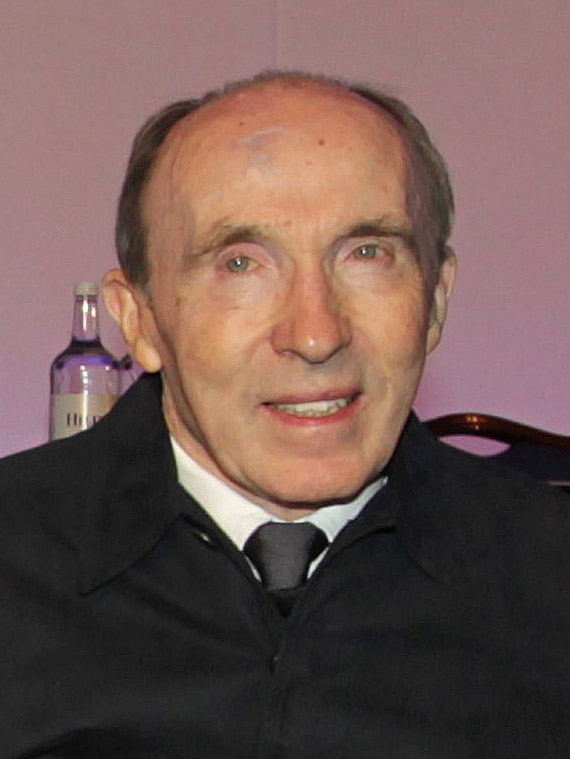
Frank Williams, empresário britânico.

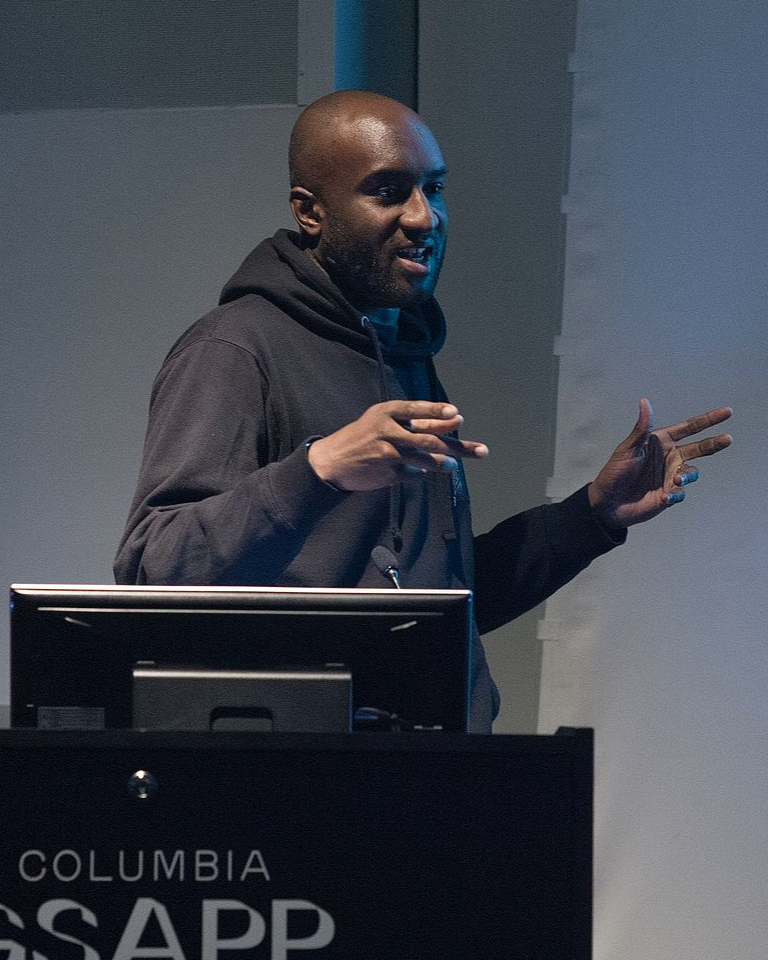
Virgil Abloh, estilista estadunidense.

| Dia | Nome                              | Profissão ou motivo de reconhecimento | Nacionalidade           | Nasc. | Ref     |
| --- | --------------------------------- | ------------------------------------- | ----------------------- | ----- | ------- |
| 1   | Nelson Freire                     | Pianista                              | Brasil                  | 1944  | [ 1 ]   |
| 1   | Aaron Temkin Beck                 | Psiquiatra e professor                | Estados Unidos          | 1921  | [ 2 ]   |
| 1   | Pat Martino                       | Músico                                | Estados Unidos          | 1944  | [ 3 ]   |
| 1   | Gilberto Grácio                   | Luthier                               | Portugal                | 1936  | [ 4 ]   |
| 1   | Hulda Bittencourt                 | Empresária e coreógrafa               | Brasil                  | 1934  | [ 5 ]   |
| 2   | Sabah Fakhri                      | Cantor                                | Síria                   | 1933  | [ 6 ]   |
| 2   | Jaider Esbell                     | Artista                               | Brasil                  | 1979  | [ 7 ]   |
| 2   | Federico Granja Ricalde           | Político                              | México                  | 1942  | [ 8 ]   |
| 2   | Ricardo Henrique Salles           | Historiador                           | Brasil                  | 1950  | [ 9 ]   |
| 2   | Susana Helena Correia             | Arqueóloga e política                 | Portugal                | 1955  | [ 10 ]  |
| 3   | Georgie Dann                      | Cantor                                | Espanha/ França         | 1940  | [ 11 ]  |
| 3   | Pablo Armando Fernández           | Poeta, romancista e dramaturgo        | Cuba                    | 1930  | [ 12 ]  |
| 4   | Ruth Ann Minner                   | Política e empresária                 | Estados Unidos          | 1935  | [ 13 ]  |
| 5   | Marília Mendonça                  | Cantora                               | Brasil                  | 1995  | [ 14 ]  |
| 5   | Ricardo Feltre                    | Autor                                 | Brasil                  | 1928  | [ 15 ]  |
| 6   | Pavol Molnár                      | Futebolista                           | Eslováquia              | 1936  | [ 16 ]  |
| 6   | Raúl Rivero                       | Poeta e jornalista                    | Cuba                    | 1945  | [ 17 ]  |
| 6   | Shawn Rhoden                      | Fisiculturista                        | Estados Unidos/ Jamaica | 1975  | [ 18 ]  |
| 6   | Luiz Antônio dos Santos           | Maratonista                           | Brasil                  | 1964  | [ 19 ]  |
| 6   | Maureen Cleave                    | Jornalista                            | Reino Unido             | 1934  | [ 20 ]  |
| 6   | Meng Fulin                        | Político                              | China                   | 1933  | [ 21 ]  |
| 7   | Jacques Limouzy                   | Político                              | França                  | 1926  | [ 22 ]  |
| 7   | Barcímio Sicupira Júnior          | Futebolista                           | Brasil                  | 1944  | [ 23 ]  |
| 7   | Enrique Rocha                     | Ator                                  | México                  | 1940  | [ 24 ]  |
| 7   | Dean Stockwell                    | Ator                                  | Estados Unidos          | 1936  | [ 25 ]  |
| 8   | Mahlagha Mallah                   | Ativista                              | Irão                    | 1917  | [ 26 ]  |
| 8   | Mike Harris                       | Piloto de F1                          | África do Sul           | 1939  | [ 27 ]  |
| 8   | Sylvère Lotringer                 | Filósofo e crítico teórico            | França                  | 1938  | [ 28 ]  |
| 9   | Iris Rezende                      | Advogado e político                   | Brasil                  | 1933  | [ 29 ]  |
| 9   | João Eurico Matta                 | Administrador, professor e escritor   | Brasil                  | 1935  | [ 30 ]  |
| 9   | Herbert Salcher                   | Político                              | Áustria                 | 1929  | [ 31 ]  |
| 10  | Margo Guryan                      | Cantora e compositora                 | Estados Unidos          | 1937  | [ 32 ]  |
| 10  | Ignatius Shixwameni               | Político                              | Namíbia                 | 1966  | [ 33 ]  |
| 10  | Biratan                           | Cartunista                            | Brasil                  | 1950  | [ 34 ]  |
| 10  | Otto Pendl                        | Político                              | Áustria                 | 1951  | [ 35 ]  |
| 11  | Cristiana Lôbo                    | Jornalista                            | Brasil                  | 1957  | [ 36 ]  |
| 11  | Frederik Willem de Klerk          | Político                              | África do Sul           | 1936  | [ 37 ]  |
| 11  | Per Aage Brandt                   | Linguista e poeta                     | Dinamarca               | 1944  | [ 38 ]  |
| 11  | João Isidório                     | Cantor e político                     | Brasil                  | 1992  | [ 39 ]  |
| 11  | Glen de Vries                     | Empresário e astronauta               | Estados Unidos          | 1972  | [ 40 ]  |
| 12  | Ron Flowers                       | Futebolista                           | Reino Unido             | 1934  | [ 41 ]  |
| 12  | Matthew Festing                   | Grão-mestre                           | Reino Unido             | 1949  | [ 42 ]  |
| 12  | Aleksandr Lenev                   | Futebolista                           | Rússia/ União Soviética | 1944  | [ 43 ]  |
| 12  | Bob Bondurant                     | Piloto de corrida                     | Estados Unidos          | 1933  | [ 44 ]  |
| 12  | Lothar Claesges                   | Ciclista                              | Alemanha                | 1942  | [ 45 ]  |
| 12  | Jörn Svensson                     | Político                              | Suécia                  | 1936  | [ 46 ]  |
| 13  | Ivo Georgiev                      | Futebolista                           | Bulgária                | 1972  | [ 47 ]  |
| 13  | Sam Huff                          | Jogador de futebol americano          | Estados Unidos          | 1934  | [ 48 ]  |
| 13  | Wilbur Smith                      | Escritor                              | Reino Unido/ Zâmbia     | 1933  | [ 49 ]  |
| 13  | Zangão                            | Futebolista                           | Brasil                  | 1936  | [ 50 ]  |
| 13  | Sohail Asghar                     | Ator                                  | Paquistão               | 1954  | [ 51 ]  |
| 13  | Gilbert Harman                    | Filósofo e professor                  | Estados Unidos          | 1938  | [ 52 ]  |
| 13  | Emi Wada                          | Figurinista                           | Japão                   | 1937  | [ 53 ]  |
| 14  | Bertie Auld                       | Futebolista e treinador de futebol    | Reino Unido             | 1938  | [ 54 ]  |
| 14  | Virginio Pizzali                  | Ciclista                              | Itália                  | 1934  | [ 55 ]  |
| 14  | Firmino João Martins              | Ferroviário e sindicalista            | Portugal                | 1925  | [ 56 ]  |
| 14  | Luiz Guimarães Ferreira           | Engenheiro e físico                   | Brasil                  | 1937  | [ 57 ]  |
| 15  | Julio Lugo                        | Beisebolista                          | República Dominicana    | 1975  | [ 58 ]  |
| 15  | Hasan Azizul Huq                  | Escritor                              | Bangladesh              | 1939  | [ 59 ]  |
| 15  | Clarissa Eden                     | Condessa                              | Reino Unido             | 1920  | [ 60 ]  |
| 16  | Md. Akabbar Hossain               | Político                              | Bangladesh              | 1956  | [ 61 ]  |
| 16  | Nadrian Seeman                    | Nanotecnologista                      | Estados Unidos          | 1945  | [ 62 ]  |
| 17  | Theuns Jordaan                    | Cantor                                | África do Sul           | 1971  | [ 63 ]  |
| 17  | Darío Xohán Cabana                | Escritor                              | Espanha                 | 1952  | [ 64 ]  |
| 17  | Art LaFleur                       | Ator                                  | Estados Unidos          | 1943  | [ 65 ]  |
| 17  | Young Dolph                       | Rapper                                | Estados Unidos          | 1985  | [ 66 ]  |
| 17  | Stu Rasmussen                     | Político                              | Estados Unidos          | 1948  | [ 67 ]  |
| 18  | Denis Kovba                       | Futebolista                           | Bielorrússia            | 1978  | [ 68 ]  |
| 18  | António Osório                    | Escritor e poeta                      | Portugal                | 1933  | [ 69 ]  |
| 18  | Mick Rock                         | Fotógrafo                             | Reino Unido             | 1948  | [ 70 ]  |
| 18  | Ragnhild Pohanka                  | Política                              | Suécia                  | 1932  | [ 71 ]  |
| 19  | Bernard Rollin                    | Filósofo e professor                  | Estados Unidos          | 1943  | [ 72 ]  |
| 19  | Klebs Junior                      | Ilustrador e professor                | Brasil                  | 1966  | [ 73 ]  |
| 19  | Costantino Fittante               | Político                              | Itália                  | 1933  | [ 74 ]  |
| 19  | António Serra Lopes               | Advogado                              | Portugal                | 1934  | [ 75 ]  |
| 20  | Rudy Croes                        | Político                              | Aruba                   | 1947  | [ 76 ]  |
| 21  | Robert Bly                        | Poeta e ativista                      | Estados Unidos          | 1926  | [ 77 ]  |
| 21  | Marcella LeBeau                   | Enfermeira e militar                  | Estados Unidos          | 1919  | [ 78 ]  |
| 21  | Pere Riutort Mestre               | Sacerdote                             | Espanha                 | 1935  | [ 79 ]  |
| 22  | Noah Gordon                       | Escritor                              | Estados Unidos          | 1926  | [ 80 ]  |
| 22  | Stuart Macintyre                  | Historiador                           | Austrália               | 1947  | [ 81 ]  |
| 23  | Chun Doo-hwan                     | Político                              | Coreia do Sul           | 1931  | [ 82 ]  |
| 23  | Barra Mansa                       | Locutor                               | Brasil                  | 1953  | [ 83 ]  |
| 24  | Luis Díaz                         | Ciclista                              | Colômbia                | 1945  | [ 84 ]  |
| 24  | Wiesław Hartman                   | Ginete                                | Polónia                 | 1950  | [ 85 ]  |
| 24  | Jim Warren                        | Matemático e informático              | Estados Unidos          | 1936  | [ 86 ]  |
| 25  | António Marques                   | Ator e dublador                       | Portugal                | 1945  | [ 87 ]  |
| 25  | Peeter Olesk                      | Estudioso e político                  | Estónia                 | 1953  | [ 88 ]  |
| 26  | Stephen Sondheim                  | Compositor                            | Estados Unidos          | 1930  | [ 89 ]  |
| 26  | Michael Fisher                    | Físico, químico e matemático          | Reino Unido             | 1931  | [ 90 ]  |
| 27  | Curley Culp                       | Jogador de futebol americano          | Estados Unidos          | 1946  | [ 91 ]  |
| 27  | Ruy Ohtake                        | Arquiteto                             | Brasil                  | 1938  | [ 92 ]  |
| 27  | Doug Cowie                        | Futebolista                           | Reino Unido             | 1926  | [ 93 ]  |
| 27  | Almudena Grandes                  | Escritora                             | Espanha                 | 1960  | [ 94 ]  |
| 27  | Dayami Lozada                     | Cantora, compositora e dançarina      | Cuba                    | 1977  | [ 95 ]  |
| 27  | Francisco Lobo                    | Político                              | Portugal                | 1931  | [ 96 ]  |
| 28  | Laila Halme                       | Cantora                               | Finlândia               | 1934  | [ 97 ]  |
| 28  | Justo Gallego Martínez            | Arquiteto                             | Espanha                 | 1925  | [ 98 ]  |
| 28  | Frank Williams                    | Empresário                            | Reino Unido             | 1942  | [ 99 ]  |
| 28  | Virgil Abloh                      | Estilista                             | Estados Unidos          | 1980  | [ 100 ] |
| 28  | Francisco de Assis Almeida Brasil | Escritor                              | Brasil                  | 1932  | [ 101 ] |
| 29  | Vladimir Naumov                   | Cineasta                              | Rússia                  | 1927  | [ 102 ] |
| 29  | Arlene Dahl                       | Atriz                                 | Estados Unidos          | 1925  | [ 103 ] |
| 29  | Paulinho Camafeu                  | Músico                                | Brasil                  | 1948  | [ 104 ] |
| 30  | Sirisena Cooray                   | Político                              | Sri Lanka               | 1931  | [ 105 ] |
| 30  | Ray Kennedy                       | Futebolista                           | Reino Unido             | 1951  | [ 106 ] |
| 30  | Ney Lopes Júnior                  | Político e advogado                   | Brasil                  | 1974  | [ 107 ] |
| 30  | Jonathan Penrose                  | Enxadrista                            | Reino Unido             | 1933  | [ 108 ] |
| 30  | H. Jackson Brown                  | Escritor                              | Estados Unidos          | 1940  | [ 109 ] |